# نورمان هندرسون
نورمان هندرسون (13 يناير 1913 في نيوزيلندا - 30 أكتوبر 2000 في نيوزيلندا) (بالإنجليزية: Norman Henderson)‏ هو لاعب كريكت نيوزلندي.

## وصلات خارجية
- نورمان هندرسون على موقع إي آس بي آن كريك إنفو (الإنجليزية)